# Кафаница на углу
„Кафаница на углу“ је југословенски филм из 1967. године. Режирао га је Љубомир Драшкић, а сценарио је писао Мирослав Караулац.

## Улоге
| Глумац            | Улога |
| ----------------- | ----- |
| Миодраг Андрић    |       |
| Милутин Бутковић  |       |
| Маја Чучковић     |       |
| Бранислав Јеринић |       |
| Петар Краљ        |       |
| Никола Милић      |       |
| Србољуб Милин     |       |
| Неда Спасојевић   |       |
| Олга Спиридоновић |       |
| Виктор Старчић    |       |
| Мира Марић        |       |